# Bidiagonalmatrix
In der linearen Algebra ist eine Bidiagonalmatrix eine quadratische Matrix
{\displaystyle A}, die nur in der Hauptdiagonalen und in einer der beiden ersten Nebendiagonalen Einträge ungleich Null enthält. Dabei gibt es untere und obere Bidiagonalmatrizen, die Bezeichnungen sind dabei analog zur derartigen Bezeichnung von Dreiecksmatrizen zu verstehen.
Entsprechend hat eine obere {\displaystyle n\times n}-Bidiagonalmatrix {\displaystyle A} stets die Form
{\displaystyle A={\begin{pmatrix}a_{1,1}&a_{1,2}&0&\dots &0\\0&a_{2,2}&a_{2,3}&\ddots &\vdots \\0&\ddots &\ddots &\ddots &0\\\vdots &\ddots &\ddots &\ddots &a_{n-1,n}\\0&\dots &0&0&a_{n,n}\end{pmatrix}}}.
Bidiagonalmatrizen sind ein Spezialfall von Tridiagonalmatrizen, welche wiederum einen Spezialfall von sowohl Bandmatrizen als auch von Hessenbergmatrizen darstellen.

## Verwendung
Bidiagonalmatrizen treten z. B. in den folgenden Situationen auf:
- als Jordan-Blöcke in der Jordanschen Normalform,
- als Zwischenschritt bei der Berechnung der Singulärwertzerlegung.[1]